# كأس السوبر اليمني 2012
كأس السوبر اليمني 2012 هي مسابقة كرة قدم يمنية تقام بين بطل الدوري اليمني 2011–12، شعب إب والفائز كأس رئيس الجمهورية 2011–12، أهلي تعز

## تفاصيل المباراة
| أهلي تعز          | 1 – 1 ( 3-4) | شعب إب    |
| ----------------- | ------------ | --------- |
| رياض محمد علي عشة | تقرير        | شادي جمال |

|